# عبد العزيز الإبراهيم
 عبد العزيز الإبراهيم (ولد 1952 م) وزير كويتي، تولى وِزارة الكهرباء والماء، ووزارة الدولة لشؤون البلدية، ووزارة الأشغال العامة من 2012 إلى 2014م، ورئيس الهيئة العامة لمكافحة الفساد (نزاهة) في الكويت منذ 2020م.

## السيرة الذاتية
عبد العزيز عبد اللطيف الإبراهيم ، مواليد الكويت عام 1952 ، حاصل على البكالوريوس في الهندسة الكهربائية عام 1975 ، وعلى الماجستير في الهندسة الكهربائية سنة 1978 ، وعمل في شركة البترول الوطنية 1975 - 1976 ، وفي جامعة الكويت معيد بعثة 1976 - 1978 ، والتحق بوزارة الكهرباء والماء سنة 1979 وعمل وكيلا مساعدا في وزارة الكهرباء والماء وفي يوليو 2012 عين وزيرا للكهرباء والماء ووزير دولة لشؤون البلدية وفي ديسمبر 2012 عين وزيرا للكهرباء والماء ووزيرا للاشغال العامة.

## وصلات خارجية
- عبد العزيز عبد اللطيف الإبراهيم